# 荒木源太郎
荒木 源太郎（あらき げんたろう、1902年5月27日 - 1980年8月6日）は、日本の物理学者。京都大学名誉教授、京都産業大学名誉教授。

## 略歴
1902年、京都府何鹿郡山家村和木で生まれた。京都府師範学校、東京高等師範学校を経て、東京文理科大学に入学。1932年3月に同大学を卒業。
卒業後は、三重師範学校、次いで鹿児島師範学校の教諭を務めたを経て、1934年3月に母校である文理科大学の副手に就いた。1936年3月に同大学講師、1941年5月に同大学助教授に昇格。この後、京都帝国大学の喜多源逸、児玉信次郎の後押しがあり、1943年2月に京都帝国大学助教授に転じた。1944年4月、同大学教授に昇格（1947年10月大学名変更のため京都大学教授）。京都帝国大学(京都大学)では、当初は工学部工業化学科に所属したが、1958年4月に工学部原子核工学科が新設されると配置換えとなった。学内では、1952年に京都大学湯川記念館研究部員兼事業部員、1953年8月1日付で京都大学基礎物理学研究所が正式に発足すると初代運営委員を務めた。1954年4月から1年間、フランス国立科学研究センター (CNRS) にて主任研究員として研究に従事。1966年3月に京都大学を退官し、名誉教授となった。その後は京都産業大学理学部教授となり、1979年3月まで務めた。
1980年8月6日脳血栓により逝去。

## 研究
東京文理科大学では音叉から出る音の強度分布を研究題目とした。卒業後しばらくの間、ヘリウム原子の徴細構造、X線のスピン二重項による間隔、 ネオンのエネルギー準位などについての研究を行った。次に、中間子論に関心を向け、擬スカラー理論を用いての陽子制動に伴う中間子放出の問題、擬スカラー中間子の寿命の計算、擬スカラー理論での核力への核子反跳効果、核力の空間座標依存の問題、擬スカラー中間子と擬ベクトル中間子の混合、核力の含むスピン軌道相互作用の原因の擬スカラー中間子論からの検討、こうして導出された核力を用いた重陽子束縛問題、重陽子の電気的四重極能率の計算などに取り組んだ。京都大学に異動後は、量子化学、特に原子分子の分野の開拓に邁進し、炭素分子の電気的状態について研究を行った。すなわち、線形共役分子の長さとその吸収光の波長との関係をいわゆる自由電子模型の立場から量子力学的に論じて、計算値が実験値と精密に一致することを示し、ベンゼンおよびポリアセン分子の周の長さと吸収光の波長との関係を同じく自由電子模型の立場から量子力学的に検討した。さらに、ヘリウムの低い三重項の量子電気力学的補正を定量的に計算し、従来の計算より遥かに精密に算出された三重項間隔の計算値が測定値と非常によく一致することを示した。その後、原子核に興味を向け、原子核の質量欠損の量子力学的導出、原子核殻構造の量子力学的基礎を論じた。
1940年には湯川中間子に対する核のクーロン場の影響を朝永振一郎と共に研究した。その結果はπ+は核に吸収されずに崩壊し、π−は核の周囲のボーア軌道に落ち、強い核力によって核に吸収されるというものであった。このような研究をしたきっかけは、宇宙線中間子の核による散乱は湯川秀樹の予測よりもずっと弱く、en:John Gray Wilsonによると電磁的なラザフォード散乱をしているらしいとの報告があったからである。1945年にナチス占領下のローマ大学でen:Marcello Conversi、it:Ettore Pancini、オレステ・ピッチョーニは朝永・荒木理論の結果を字宙線中間子に対して実験的にチェックした。μ−は鉛や鉄で吸収されたが、炭素では崩壊した。この結果は1947年に発表されたが、明らかに朝永・荒木の予想に反していた。そこでこの結果は1947年に直ちにエンリコ・フェルミ、エドワード・テラー、ヴィクター・ワイスコフによりさらに詳しく分析された。数MeVの負中間子がイオン化によりエネルギーを失って核のK軌道まで落ちる時間は10−13秒程度である。その後は崩壊と吸収の競争である。μ崩壊の寿命は10−6秒程度であり、π−吸収は10−18秒程度で生起する。炭素で負中間子が吸収されないで崩壊したということは、μ=πならば12桁の逆転が起きたことになり絶対的な矛盾である。従ってμ≠πと考えざるを得ない。結果として二中間子論と同ーの結論となる。

## 家族・親族
- 子：荒木不二洋は数学者。京都大学名誉教授。
- 子：荒木光彦は工学研究者。京都大学名誉教授。

## 著作
- 『光』秋田屋（1947年）啓蒙書
- 『原子論』共立出版（1948年）
- 『中間子理論』秋田屋（1948年）
- 『分子論』共立出版（1950年）
- 『素粒子』弘文堂（1950年）啓蒙書
- 『物理学概論』培風館（1953年）理系学生用教科書
- 『物理学序説』培風館（1958年）文系学生用教科書
- 『量子力学』培風館（1961年）
- 『原子物理学』培風館（1963年）
- 『物理学への数学的序説』みすず書房（1967年）
- 『古典力学』培風館（1969年）